# Scelotes bourquini
Scelotes bourquini är en ödleart som beskrevs av  Donald G. Broadley 1994. Scelotes bourquini ingår i släktet Scelotes och familjen skinkar. Inga underarter finns listade i Catalogue of Life.